# Cesare De Piccoli
Cesare De Piccoli (Casale sul Sile, 25 gennaio 1946) è un politico italiano, già esponente dei Democratici di Sinistra, aderisce al Partito Democratico, membro dell'Assemblea Costituente.

## Biografia
Vicesindaco di Venezia dal 1987 al 1990, è stato parlamentare europeo dal 1989 al 1994 per il PCI e deputato alla Camera dal 1996 al 2001. Sottosegretario all'Industria del secondo governo Amato. Dal 2002 al 2006 è stato segretario regionale Veneto dei Democratici di Sinistra.
In qualità di Vice Ministro, con il DPR 12 giugno 2006, è stato delegato all'esercizio delle competenze in materia di navigazione e trasporto marittimo, fatta eccezione per lo sviluppo delle autostrade del Mare; di demanio marittimo e vigilanza sui porti, fatta eccezione per le funzioni inerenti alla utilizzazione e sviluppo delle aree del porto Gioia Tauro; di sicurezza della navigazione e trasporto nelle acque interne; di programmazione del sistema idroviario padano-veneto, previa intesa con le regioni interessate; rientrano altresì nelle materie di competenza la sicurezza e regolazione tecnica dei trasporti e della circolazione stradale, ivi compresi i servizi della mobilità  e l‘intermodalità fra trasporto marittimo e terrestre; il monitoraggio, il controllo e la vigilanza sui gestori di trasporto marittimo e ferroviario; le relazioni internazionali nelle materie delegate. Nell‘ambito delle materie in questione, all‘On. Cesare De Piccoli è delegata, nel rispetto degli indirizzi determinati dal Ministro, la firma degli atti e i rapporti con il Parlamento, con gli organi consultivi e gli organi rappresentativi di associazioni, comunità, enti e parti sociali.